# Света Ана (Кожани)
„Света Ана“ (на гръцки: Ιερός Ναός Αγίας Άννης) е православна църква в южномакедонския град Кожани, Егейска Македония, Гърция.

## Местоположение и име
Църквата се намира на скалисто и тясно място на хълма Ксения, западно от град Кожани, малко под храма „Преображение Господне“ („Свети Илия Ниски“), на който е параклис.

## История
Църквата е спомената в опис на църквите на Кожани от 1918 година като „Свети Димитър“, но в документ на църковното настоятелство на „Свети Илия“ от 24 май 1920 година е описана като обикновено параклисче. На тази дата е решено да се дадат пари за „ремонта на параклисчето на Света Анна“. Дали църквата е просто ремонтирана или разширена е неясно. В храма има преносими икони от 1923 година, което означава, че между 1920 и 1923 година е изграден храм. Иконата на Света Ана носи дарителски надпис „Вузица Циопция, Димитриос Циоптиас, Константинос Циопциас, Георгиос Циопциас 1923“. В сегашния си вид църквата е построена около 1950 година, тъй като иконите на иконостаса са от 1953 година. Тъй като пространството е тясно, вместо да бъде изградена от запад на изток, тя е построено от юг на север и първоначално има проскинитарии в олтарното пространство. Параклисът празнува на 25 юли, Успение на Света Ана, като вечернята служи сервийският и кожански митрополит и за поклонение се изваждат мощи на светицата, на 9 септември, Св. св. Йоаким и Ана и на 9 декември, Зачатие на Света Ана.